# تپه آسیاب (زاوه)
تپه آسیاب؛ نام تپه‌ای تاریخی مربوط به دورهٔ تاریخی است و در شهرستان زاوه واقع شده و این اثر در تاریخ ۸ دی ۱۳۹۰ با شمارهٔ ثبت ۳۰۴۷۵ به‌عنوان یکی از آثار ملی ایران به ثبت رسیده‌است.